# Myrceugenia glaucescens
Myrceugenia glaucescens är en myrtenväxtart som först beskrevs av Jacques Cambessèdes, och fick sitt nu gällande namn av Carlos Maria Diego Enrique Legrand och Eberhard Max Leopold Kausel. Myrceugenia glaucescens ingår i släktet Myrceugenia och familjen myrtenväxter.

## Underarter
Arten delas in i följande underarter:
- M. g. glaucescens
- M. g. latior